# 長野県波田学院
長野県波田学院（ながのけんはたがくいん）は、長野県松本市波田にある長野県立の児童自立支援組織である。児童福祉施設（児童自立支援施設）部門は長野県により運営され、教育部門は松本市立波田小学校及び波田中学校の各分校となっている。

## 概要
長野県立の児童自立支援組織として、生活指導等を要する児童を入所させ、自立のために必要な目標を定めて生活を立て直すことを目的としている。小学生と中学生は波田学院内で正規の学校教育を受けることができる。問題行動を起こした児童の懲罰機関ではない。入所は、本人・保護者・児童相談所が相談して、本人が納得してから行われる。高校への通学も可能である。施設の総面積は7万4000平方メートルと広大であり、本館・寮舎・体育館などの建物がある。

## 業務内容
生活指導等を要する児童を入所させ、個々の児童の状況に応じて必要な指導を行い、その自立を支援し、あわせて退所した者について相談その他の援助を行うことを目的としている。小舎交代勤務制をとっており、4つの寮にわかれ、各寮で児童と寮職員が家庭的な落ち着いた雰囲気の中で生活をしている。

## 組織と職員
寮の職員は、児童自立支援専門員と、児童生活支援員からなっている。その資格は、児童福祉法施行令と、児童福祉施設最低基準によって定められている。入所児童の権利擁護がはかられており、入所児童や保護者に不満や不安があった場合には、積極的に解決していくことになっている。

## 内部の生活
敷地内に3つの独立した家屋（寮）があり、それぞれに必要な設備が設けられている。男女は別々に、年齢は縦割りで、交代制の職員がともに寮内で生活している。食事は、栄養士の献立に基づいて学院内で調理され、各寮に温かいまま配られる。平日昼の給食は、児童・教職員・寮職員が一堂に会して食堂室でとる。 それ以外の食事は、児童と寮職員が各寮単位で、家庭的な落ち着いた雰囲気でとることになっている。

## 保護者の負担
保護者は、所得に応じて定められた入所負担金を納付する。入所児童の生活・教育・医療などの基本的な費用は公費でまかなわれる。

## 沿革
- 1909年（明治42年）4月 「県立海津学舎」を現・長野市松代町に創設する
- 1910年（明治43年）5月 埴科郡西条村（当時、現在の長野市）に海津学舎を移転する
- 1920年（大正9年）12月 海津学舎の分院として東筑摩郡波多村（当時）に設置される
- 1921年（大正10年）4月 名称を「波多学院」と改称する
- 1923年（大正12年）4月 海津学舎が廃止したことに伴い、本院となる。
- 1928年（昭和3年）4月 定員70名となる
- 1933年（昭和8年）4月 地元自治体の名称変更に伴い、名称を「波田学院」と改称する
- 1952年（昭和27年）4月 定員96名となる
- 1966年（昭和41年）12月 特別教室を新築
- 1967年（昭和42年）3月 普通教室を新築
- 1981年（昭和56年）4月 派遣教員制を導入
- 1987年（昭和62年）3月 男子3寮、女子1寮を改築する
- 1998年（平成10年）4月 児童福祉法改正に伴い、教護施設から児童自立支援組織となる
- 2000年（平成12年）4月 波田学院内に波田小学校松原分室、波田中学校松原分校が開校する
- 2004年（平成16年）4月 寮舎制が小舎夫婦制から小舎交代勤務制に完全移行する

## 交通アクセス
- アルピコ交通（通称・松本電鉄）上高地線下島駅から徒歩約4分

## 周辺
- 長野県梓川高等学校
- 長野県信濃学園（知的障害児施設）
- 松本ハイランド農協・Aコープきろろはた（購買店舗）